# Isodendrion
Isodendrion es un género de plantas con flores perteneciente a la familia Violaceae. Comprende 15 especies.

## Especies seleccionadas
- Isodendrion christensenii
- Isodendrion forbesii
- Isodendrion hawaiiense
- Isodendrion hosakae
- Isodendrion laurifolium
- Isodendrion longifolium
- Isodendrion pyrifolium